# Yvonne Minton
Pour les articles homonymes, voir Minton.
Yvonne Minton (née le 4 décembre 1938 à Sydney) est une mezzo-soprano australienne.

## Biographie
Née en 1938, elle étudie le chant dans sa ville natale, au Conservatoire de Sydney, et remporte le prix de la Canberra Opera Aria Competition en 1960. Elle poursuit sa formation de chanteuse à Londres, où elle se voit décerner le Prix Kathleen Ferrier en 1961.
Elle commence sa carrière comme contralto en 1964 au City Literary Institute dans The Rape of Lucretia de Benjamin Britten, chante dans la Haendel Opera Company et la New Opera Company. En 1965, elle débute au Covent Garden, dont elle rejoint la troupe, incarnant les rôles de Marina, Ascanio, Orphée, Dorabella, Chérubin, Geneviève (Pelléas et Mélisande), Marfa (La Khovanchtchina), Sextus (La clemenza di Tito), Waltraute, le Compositeur... Dans les années 1960-1970, elle aborde les rôles les plus variés, « avec une prédilection pour les rôles de travestis comme Sesto, Chérubin, le Compositeur, sans oublier Octavian », qu'elle enregistre en studio sous la direction de Solti. Sa carrière internationale se développe à partir de 1970 à Cologne, Chicago, au Metropolitan Opera de New York (le Compositeur dans Ariadne auf Naxos) en 1973, à l'Opéra de Paris à partir de 1976 (Octavian). De 1974 à 1977, elle se produit fréquemment au Festival de Bayreuth (Brangäne, Waltraute) et au Festival de Salzbourg à partir de 1977.
Elle est particulièrement présente sur les scènes comme cantatrice (mezzo-soprano) durant les années 1970 et 1980. À l'opéra, elle a notamment tenu les rôles de Brangäne (Tristan et Isolde), Kundry (Parsifal) et Octavian (Le Chevalier à la rose), mais fut aussi très admirée en Fricka (L'Or du Rhin, La Walkyrie), Dorabella (Cosi fan tutte) et Béatrice (Béatrice et Bénédict), etc.
Elle a signé, sous la direction de Pierre Boulez, plusieurs enregistrements marquants, notamment d'œuvres de la nouvelle école de Vienne. En particulier, son enregistrement du Pierrot Lunaire d'Arnold Schoenberg (sous la direction de Pierre Boulez, avec Daniel Barenboïm, Pinchas Zukerman, etc.) demeure une référence incontournable. Par ailleurs, toujours dirigée par Pierre Boulez, elle a tenu le rôle de la Comtesse Geschwitz lorsque, pour la première fois, le dernier opéra d'Alban Berg (Lulu) est donné dans sa version intégrale en trois actes, à l'Opéra de Paris en 1979,. Elle a également participé à la création mondiale de The Knot Garden de Michael Tippett en 1970, sous la direction de Colin Davis.
Elle s'est, ensuite, consacrée à transmettre son art à la jeune génération, notamment, au Centre National d'Artistes Lyriques (CNIPAL) qui a été la première institution à lui proposer de réaliser une master-classe. Elle y est intervenue très régulièrement entre 1998 et 2013.

## Discographie sélective
- Berg : Lulu (rôle de la Comtesse Geschwitz), sous la direction de Pierre Boulez
- Berlioz : La Dmnation de Faust (rôle de Marguerite) avec Daniel Barenboim
- Berlioz : Béatrice et Bénédict  (rôle de Béatrice) avec Daniel Barenboim
- Elgar : Sea Pictures, avec Daniel Barenboïm
- Mahler : Das Lied von der Erde , avec Rene Kollo et Georg Solti
- Mahler : Rückert-Lieder, sous la direction de Pierre Boulez
- Mahler : Des Knaben Wunderhorn ; Lieder eines fahrenden Gesellen, avec Georg Solti
- Mozart : Cosi fan tutte (rôle de Dorabella), avec Otto Klemperer
- Arnold Schoenberg : Pierrot Lunaire op.21, avec Daniel Barenboïm, Pinchas Zukerman, Lynn Harell, Anthony Pay, sous la direction de Pierre Boulez
- Schoenberg : Gurre-Lieder, avec le BBC Symphony Orchestra sous la direction de Pierre Boulez
- Richard Strauss : Der Rosenkavalier (rôle d'Octavian), avec Georg Solti et avec Christoph von Dohnányi
- Wagner : Wesendonk Lieder, sous la direction de Pierre Boulez
- Wagner : Parsifal (rôle de Kundry), avec Rafael Kubelík et avec Armin Jordan
- Wagner : Tristan und Isolde (rôle de Brangäne), avec Leonard Bernstein et avec Carlos Kleiber
- Wagner : L’Anneau du Nibelung (rôle de Fricka), avec Marek Janowski

## Filmographie
- Parsifal de Hans-Jürgen Syberberg (1982) : Kundry (chant).